# Patrick Marchand
Pour les articles homonymes, voir Marchand.
Patrick Alexis Georges Marchand, né le 31 janvier 1955 à Bruxelles en Belgique est un historien de l'aéronautique française et japonaise.

## Biographie
Il est un ancien pilote militaire de l'aviation légère. Il est diplômé de l'université de North Illinois et docteur en histoire orientale de l'Université de Hokkaido (Hokkudai).
Il se spécialise ensuite dans l'histoire de l'aéronautique française et japonaise.

## Publications
Il a fait paraître 27 ouvrages dont :
- Biographie du seigneur Takeda (Hokku) 1980 ;
- Chi no Kawa (Kodansha) 1981 ;
- Yama (Kodansha) 1985 ;
- L'Histoire de l'Hydraviation (2000) ;
- Les Breguet 69 (2000) ;
- Le Mitsubishi Zero (2001) ;
- Les Bloch 150 à 700 (2002);
- Normandie-Niemen (2003)
- Les Caudrons SIMOUN (2003)
- Les CURTISS français (2003)
- Les Morane MS406  (2004)
- Les Dewoitine 520 (2004)
- 6 juin 1944 (2004)
- MERMOZ et ses avions"" (2004)
- Les MOTEURS à PISTONS français  (2002-2004)
- Paras de France  (2005)
- Histoire de l'Aéronautique Navale (2010)